# Wilhelm Röpke
Pour les articles homonymes, voir Röpke.
Wilhelm Röpke, né le 10 octobre 1899 à Schwarmstedt (Province de Hanovre) et mort le 12 février 1966 à Genève (Suisse), est un philosophe et économiste allemand.
Wilhelm Röpke est le fondateur de l'ordolibéralisme ; il fut avec Walter Eucken à l'origine de l'économie sociale de marché mise en œuvre par Ludwig Erhard, père du « miracle allemand ». Il exercera la présidence de la Société du Mont Pèlerin de 1961 à 1962.
Il a mis l'accent dans ses travaux sur la notion d'ordre spontané d'où le terme d'ordolibéralisme. Il s'y intéresse dès 1937 dans Die Lehre von der Wirtschaft, expliquant que l'économie de marché ne peut être qu'un ordre spontané et non un ordre planifié.

## Biographie
Wilhelm Röpke naît près de Hanovre dans une famille protestante très pratiquante. Son père est un médecin réputé pour sa générosité. Il est mobilisé en septembre 1917 et sera blessé à la bataille de Cambrai. Il est décoré de la croix de fer de deuxième classe. Röpke restera marqué par les abominations de la Première Guerre mondiale.
Il fait des études d'économie et de droit aux universités de Göttingen, Tübingen et Marburg. Il défend en janvier 1921 sa thèse de doctorat sous la direction de l'économiste Walter Troeltsch. En 1924, à peine âgé de 25 ans, il devient le plus jeune professeur d'Allemagne. Cinq ans plus tard, à tout juste 30 ans, il est nommé au poste de professeur ordinaire et accède ainsi au sommet de la hiérarchie universitaire. Entre 1924 et 1928, il enseigne à l'université d'Iéna. Il séjourne neuf mois aux États-Unis en 1926-1927, séjour pour lequel il bénéficie d'une bourse de la Fondation Rockefeller qui a lancé un programme visant à permettre à de jeunes chercheurs prometteurs de se rendre aux États-Unis.
Röpke travaille au ministère des Affaires étrangères puis est employé comme consultant chargé de la question des paiements des réparations de guerre. Il est membre de la commission Brauns (1930-1931), où il se prononce en faveur « d’un plan d’investissement public » pendant les années de la Grande Dépression.
À la veille des élections de 1930, il met en garde contre le Parti national-socialiste: « Celui qui vote pour le NSDAP vote pour le chaos et non pour l’ordre, pour la destruction et non pour l’édification ». Le 8 février 1933, neuf jours après la prise du pouvoir du régime nazi, Röpke, lors d'une conférence prononcée à Francfort intitulée « Où sommes-nous, où allons-nous? », critique vivement la démagogie du NSDAP « un soulèvement de masse contre le fondement de tout ce que nous appelons la culture ». D'autres positions critiques de Röpke contre le national-socialisme sont suivies de réponses furieuses dans la presse nazie. Alors professeur de sciences politiques à l'université de Marburg, il est déclaré ennemi du peuple et révoqué pour raisons politiques (officiellement « en raison de simplifications administratives »). Röpke refusera de se rétracter publiquement et d'adhérer au NSDAP.
En 1933, il quitte l’Allemagne et part pour l'université d'Istanbul où il devient directeur de l'Institut des sciences sociales et professeur d'économie politique (l'autre chaire d'économie politique étant occupée par Fritz Neumark). En 1937, il quitte cette université pour l’Institut de hautes études internationales de Genève où il enseignera jusqu’à sa mort. Il y a été embauché grâce au soutien du directeur, William Rappard, pour renforcer le potentiel de l’Institut dans le domaine des études pratiques. En 1938, il participe avec d'autres économistes et intellectuels libéraux au colloque Walter Lippmann.
En 1943, une procédure de déchéance de nationalité est engagée contre lui sous le prétexte qu'il a un comportement « anti-allemand », ce qui apparaîtrait dans son livre Gesellschaftskrisis der Gegenwart (Crise sociale du présent), ouvrage qualifié d'«extrêmement humaniste et cosmopolite » et où l'auteur insulterait le caractère national allemand ainsi que de grandes figures de l’histoire allemande comme Bismarck, Friedrich List et Treitschke. Concernant List, le rédacteur de l’Office de la sécurité du Reich se trompe. En parlant de l'économiste, Röpke a simplement fait remarquer que celui-ci a donné à son chef-d’œuvre un slogan qui « aujourd’hui a goût de camp de concentration » : « À la patrie et à l’humanité ». Les nazis retardent d’abord la déchéance de nationalité de Röpke et de sa famille parce que son fils Berthold a l’âge d’être incorporé dans la Wehrmacht. Lorsque celui-ci reçoit l’ordre de se présenter à la commission de réforme du service militaire, la famille Röpke étant prévenue, Berthold ne se rend pas au conseil de révision et Wilhelm Röpke demande la nationalité suisse pour sa famille et pour lui. Sur ce, après plusieurs vérifications, la procédure de déchéance de nationalité de Röpke est stoppée. Le scandale que cela aurait provoqué en Suisse aurait nui à l’image de l’Allemagne, argue le ministère des Affaires étrangères.
Professeur d'université, il a également conseillé le chancelier allemand Konrad Adenauer jusqu'à la fin des années 1950. En 1947, il est l'un des fondateurs de la Société du Mont-Pèlerin. Il succédera à Friedrich von Hayek à sa présidence (1961-1962) avant de donner le relais à John Jewkes.

## Idées
Il est considéré comme l'un des pères de l'ordolibéralisme, une doctrine économico-politique opposée à la fois au providentialisme de la main invisible ainsi qu'à l'omniprésence de l'État prônée par les différentes théories socialistes.
Selon l'économiste Jean-Marc Daniel, quatre idées fortes sous-tiendraient son œuvre :
La liberté d'entreprendre et l'absence d'intervention de l'État dans le fonctionnement du marché ne signifient pas l'anarchie. L'État se cantonne à sa fonction de producteur de la norme juridique. L'ordre juste n'est pas le propre des différents socialismes, mais est mieux réalisé par ce que Röpke qualifie d'« économie sociale de marché » dès lors que l'État fixe les règles du jeu.
Le libéralisme économique n'est qu'un élément indissociable du libéralisme politique. L'« homo economicus » néoclassique, qui ne recherche que son intérêt égoïste est trop réducteur. On ne saurait faire l'impasse sur la liberté politique comme facteur d'efficacité économique.
La science économique ne saurait être seulement quantitative, mais doit être complétée par les "externalités" qui sont aussi notables que le lien marchand. « Röpke attache une grande importance à l'amour, à l'amitié, au sentiment esthétique, au respect de la nature. Ses positions seraient qualifiées aujourd'hui d'écologistes ».
Il s'oppose au keynésianisme sur les questions d'inflation défendant l'indépendance de la banque centrale et dénonçant dans cette théorie une promotion sans finesse de l'inflation. L'obsession des keynésiens en faveur de taux d'intérêt bas et l'inflation suscitée par l'action de l'État aurait pour conséquence, selon lui, de réduire le pouvoir d'achat des plus pauvres sans ramener le plein-emploi.

## Ouvrages
- Die Lehre von der Wirtschaft, 1937, traduit en anglais en 1962, Economics of the free society.
- Die Gesellschaftskrisis der Gegenwart, 1942. Trad. fr. La Crise sociale de notre temps, 1945.
- Civitas humanas, 1944.
- "Gemeinsamer Markt und Freihandelszone : 28 Thesen als Richtpunkte" ("Marché commun et zone de libre échange : 28 thèses"), in ORDO, Jahrbuch für die Ordnung von Wirtschaft und Gesellschaft, 1958, vol. 10, p. 31–62.
- Au-delà de l'offre et de la demande, 1961.